# Greystoke Castle
Greystoke Castle er en borg og herregård i landsbyen Greystoke 8 km vest for Penrith i Cumbria, England.
Den første stenbygning blev opført her i 1129 af Ivo og hans barnebarn. Bygningen blev udvidet til et stort pele tower, og i 1300-tallet fol William de Greystoke kongelig licens til krenelering, hvorved borgen blev udvidet yderligere.
Det er en listed building af første grad.